# Luther (Michigan)
Luther – wieś w Stanach Zjednoczonych, w stanie Michigan, w hrabstwie Kent.